# Ranunculus apiifolius
Ranunculus apiifolius Pers. – gatunek rośliny z rodziny jaskrowatych (Ranunculaceae Juss.). Występuje naturalnie w Argentynie oraz środkowej i południowej części Chile. 

## Morfologia
PokrójBylina o płożących pędach. Dorasta do 30–60 cm wysokości.
LiścieMają okrągły kształt. Są 3– lub 5–klapowane.
KwiatyZebrane w kwiatostany. Pojawiają się na końcówkach pędów. Dorastają do 4 mm średnicy. Mają 6 wolnych działek kielicha o białawej barwie. Mają 6 małych płatków.